# Craugastor campbelli
Craugastor campbelli es una especie de Anura de la familia Craugastoridae, género Craugastor. Es endémico de Guatemala.

## Distribución y hábitat
Su área de distribución incluye las montañas del Mico en el departamento de oriental de Izabal, Guatemala. 
Su hábitat natural se compone de bosque húmedo tropical. Su rango altitudinal se encuentra entre 260 y 960 m s. n. m.